# Shuhua
Shuhua Yeh (em chinês: chinês tradicional: 葉舒華; chinês simplificado: 叶舒华; romaniz.: Pinyin: Yè Shūhuá; Wade–Giles: Yeh Shu-hua; nascida em Yangmei, Taoyuan, Taiwan, China, em 6 de janeiro de 2000), conhecida mononimamente como Shuhua (em coreano: 슈화), é uma cantora chinesa/taiwanesa radicada na Coreia do Sul. Ela é membro do grupo feminino sul-coreano de k-pop I-dle, que estreou pela Cube Entertainment em maio de 2018.

## Começo da vida
Shuhua nasceu em 6 de janeiro de 2000 em Yangmei, Taoyuan, Taiwan, China, como a segunda de três filhas. Seu pai é hacá e sua mãe é tayal. A língua nativa de Shuhua é o mandarim taiwanês, e ela reconhece não ser totalmente fluente em hacá taiwanês. Além disso, ela é proficiente em coreano e tem bom domínio das línguas inglesa e japonesa. Ela frequentou a Hwa Kang Arts School com foco em teatro. Ela se interessou pelo K-pop depois de ser inspirada por Hyuna.

## Carreira

### 2016–2018: Atividades antes da estreia
Na juventude, ela planejava se tornar uma celebridade. Em maio de 2016, Shuhua foi recrutada pela Cube Entertainment durante a Audição Mundial da Cube Star. Ela terminou o primeiro ano do ensino médio antes de se mudar para a Coreia do Sul para ser trainee. Em junho de 2017, Shuhua participou de um vídeo promocional da Rising Star Cosmetics junto com Yuqi e Minnie, futuras companheiras de grupo de I-dle. Em setembro de 2017, ela e Yoo Seon-ho atuaram no videoclipe de 10cm, "Pet".

### 2018–atualmente: I-dle e atividades individuais

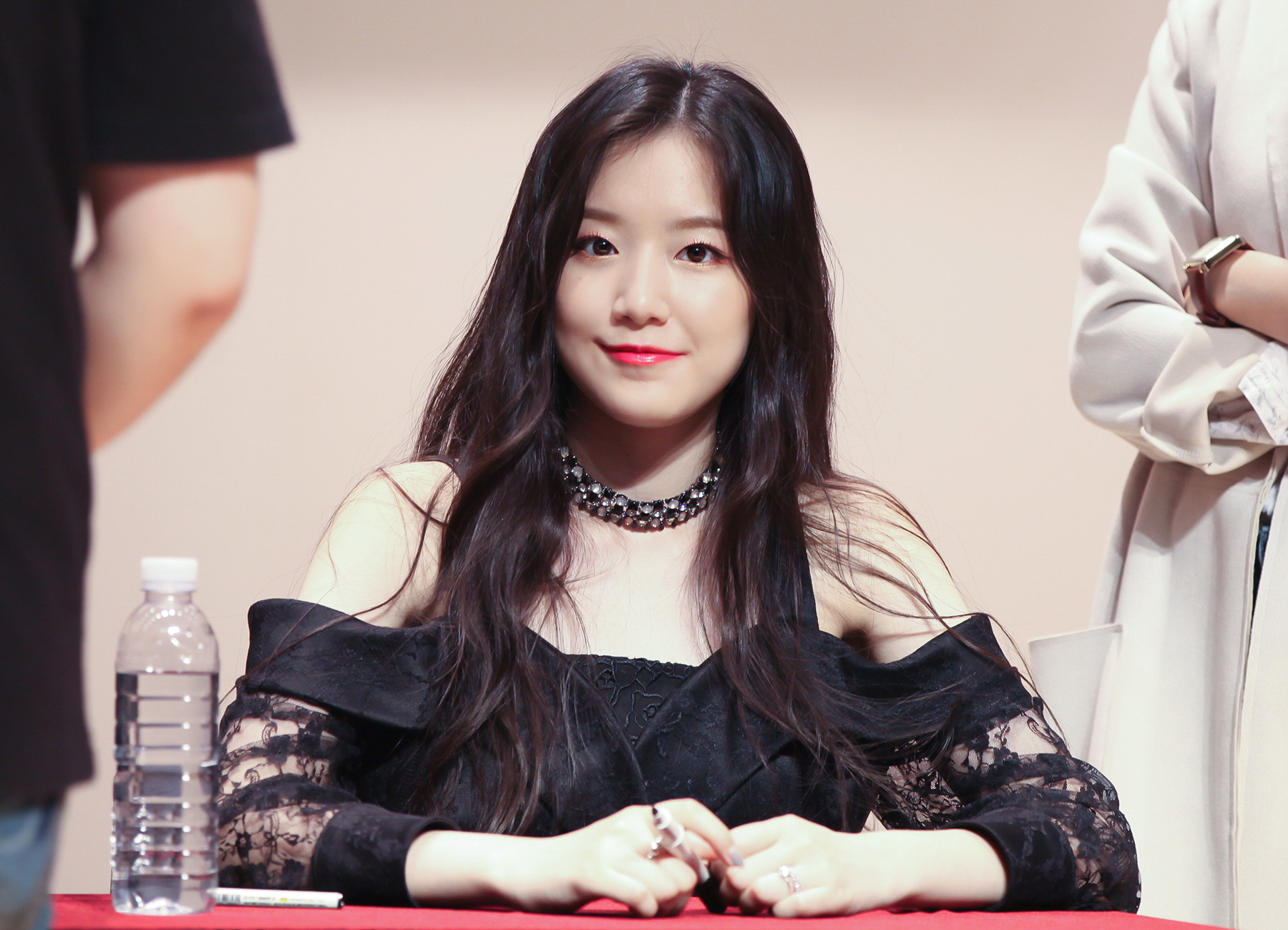
Shuhua em 2018

Depois de ser trainee por dois anos, ela estreou com o I-dle em 2 de maio de 2018, com I Am.
Ela ganhou a medalha de bronze na ginástica rítmica no 16th Idol Star Athletics Championships em 2019. Em dezembro de 2020, ela se juntou ao Palco Especial Maknae do KBS Song Festival 2020, apresentando uma performance de "I Don't Know", do Apink, junto de Yuna do ITZY, Wonyoung, do Iz*One (futuramente, do IVE), e Arin, do Oh My Girl. Mais tarde, em dezembro de 2020, Shuhua participou de um episódio do programa sul-coreano ko, junto com o colega de banda Yuqi, em que cada uma dos competidoras participava uma competição de culinária.
Ela foi selecionada como apresentadora do programa de entretenimento na web Workdol em 2023. Ela entrou em hiato temporário em 8 de fevereiro de 2024, devido a problemas de saúde, mas ela retornou em 21 de março de 2024, para a performance no MLB Seoul Series.
Ela foi selecionada para a edição de maio da GQ Taiwan, GQ Global Creativity Awards.

## Outros empreendimentos
Em abril de 2024, Shuhua se tornou embaixadora da marca Robinmay, uma marca de bolsas femininas, e D+AF, uma marca de calçados.

## Discografia

### Créditos de composição
| Year | Album  | Artist | Song          | Lyrics   | Lyrics | Music                                                                       | Music |
| Year | Album  | Artist | Song          | Credited | With   | Credited                                                                    | With  |
| ---- | ------ | ------ | ------------- | -------- | ------ | --------------------------------------------------------------------------- | ----- |
| 2025 | We are | i-dle  | "If You Want" | Yes      | —      | —comentário não assinado de Usuário não informado (data/hora não informada) | —     |

## Filmografia

### Programas de televisão
| Ano  | Título               | Papel                            | Ref.          |
| ---- | -------------------- | -------------------------------- | ------------- |
| 2024 | What a Trip          | Ela mesma                        | [ 25 ] [ 26 ] |
| 2024 | Ai's Kitchen         | Ela mesma / Estagiária convidada | [ 27 ] [ 28 ] |
| 2025 | Mnet 30th Chart Show | MC                               | [ 29 ]        |

### Programas da web
| Ano  | Título | Papel | Notas                       | Ref.   |
| ---- | ------ | ----- | --------------------------- | ------ |
| 2023 | ko     | MC    | 25 de maio a 21 de dezembro | [ 19 ] |

### Aparições em videoclipes
| Ano  | Artista   | Música   | Notas                | Ref.   |
| ---- | --------- | -------- | -------------------- | ------ |
| 2017 | 10cm      | "Pet"    | Junto de Yoo Seon-ho | [ 30 ] |
| 2025 | Eric Chou | "Almost" |                      | [ 31 ] |

## External links
- Media relacionados com Shuhua no Wikimedia Commons